# Xiang Yu
Xiang Lang foi Imperador da China, do século III a.C..
Quando o último imperador da dinastia Ch´in, Huang-Ti, morreu em 206 a.C. , estalou uma guerra civil no país, na qual generais rebeldes disputaram o poder. Nessa guerra destacou-se Hiang-Yu que, à frente de um exército de soldados descontentes, invadiu o palácio real, matando toda a família imperial.
Fazendo-se proclamar imperador e assumindo o título de Pa-Wang (rei usurpador), ele governou, feroz e cruelmente, pelo curto tempo de cinco anos (206 a.C.-202 a.C.).
Mas havia outras facções que pretendiam colocar o rei de Tchu no trono imperial. Derrotado em batalha e abandonado por seus soldados, Hiang-Yu morreu afogado em um rio.
Xiang Yu é retratado em Wu Shuang Pu (無雙 譜, Tabela de Heróis Inigualáveis) por Jin Guliang.